# Alida Baldari Calabria
Alida Baldari Calabria (Roma, 30 novembre 2007) è un'attrice italiana.
È nota principalmente per il ruolo della fata turchina da bambina nel film Pinocchio (2019) di Matteo Garrone, la cui interpretazione le è valsa la candidatura al David di Donatello 2020 come miglior attrice non protagonista, all'età di soli 12 anni.

## Carriera
Ha esordito con il film Guarda in alto (2017). Nel novembre dello stesso anno è stato annunciato che avrebbe interpretato Pinocchio in un film di Matteo Garrone: nelle intenzioni iniziali del regista, il trucco prostetico sarebbe stato integrato con effetti digitali sul volto del burattino, per cui sarebbe stato indifferente far interpretare il personaggio a un bambino o una bambina. La produzione del film viene però interrotta e Garrone realizza il film Dogman (2018), in cui Alida Baldari Calabria interpreta la figlia del protagonista, personaggio che viene chiamato Alida come l'attrice. Sempre nel 2018 appare nel videoclip "Pesto" di Calcutta, girato da Francesco Lettieri. Garrone riprende poi la produzione del film Pinocchio (2019), assegnando però all'attrice un ruolo diverso, quello della fata turchina da bambina: questa interpretazione le è valsa la candidatura al David di Donatello 2020 come miglior attrice non protagonista, all'età di soli 12 anni. Baldari Calabria si è anche doppiata da sola nella versione inglese del film.
Ha poi recitato in A Classic Horror Story (2021), di Roberto De Feo e Paolo Strippoli. Oltre alla carriera cinematografica ha studiato danza classica e contemporanea.

## Filmografia

### Cinema
- Guarda in alto, regia di Fulvio Risuleo (2017)
- Dogman, regia di Matteo Garrone (2018)
- Pinocchio, regia di Matteo Garrone (2019)
- Delitto naturale, regia di Valentina Bertuzzi (2019) - corto[4]
- A Classic Horror Story, regia di Roberto De Feo e Paolo Strippoli (2021)
- Brado, regia di Kim Rossi Stuart (2022)
- L'ordine del tempo, regia di Liliana Cavani (2023)

### Televisione
- Il re – serie TV (2022-2024)
- That Dirty Black Bag – serie TV (2022)
- Briganti - serie TV (2024)

## Videoclip
- Pesto, regia di Francesco Lettieri (2018)[5]

## Riconoscimenti
- 2020 – David di Donatello[6]
  - Candidatura per la miglior attrice non protagonista in Pinocchio
- 2020 – CortiSonanti[7]
  - Premio come migliore attrice protagonista per Delitto naturale
- 2020 – Meno di trenta[8][9]
  - Candidatura per la miglior attrice non protagonista per Pinocchio
- 2019 – Afrodite Short Festival[10]
  - Premio come migliore attrice protagonista per Delitto naturale